# Vaux-et-Chantegrue

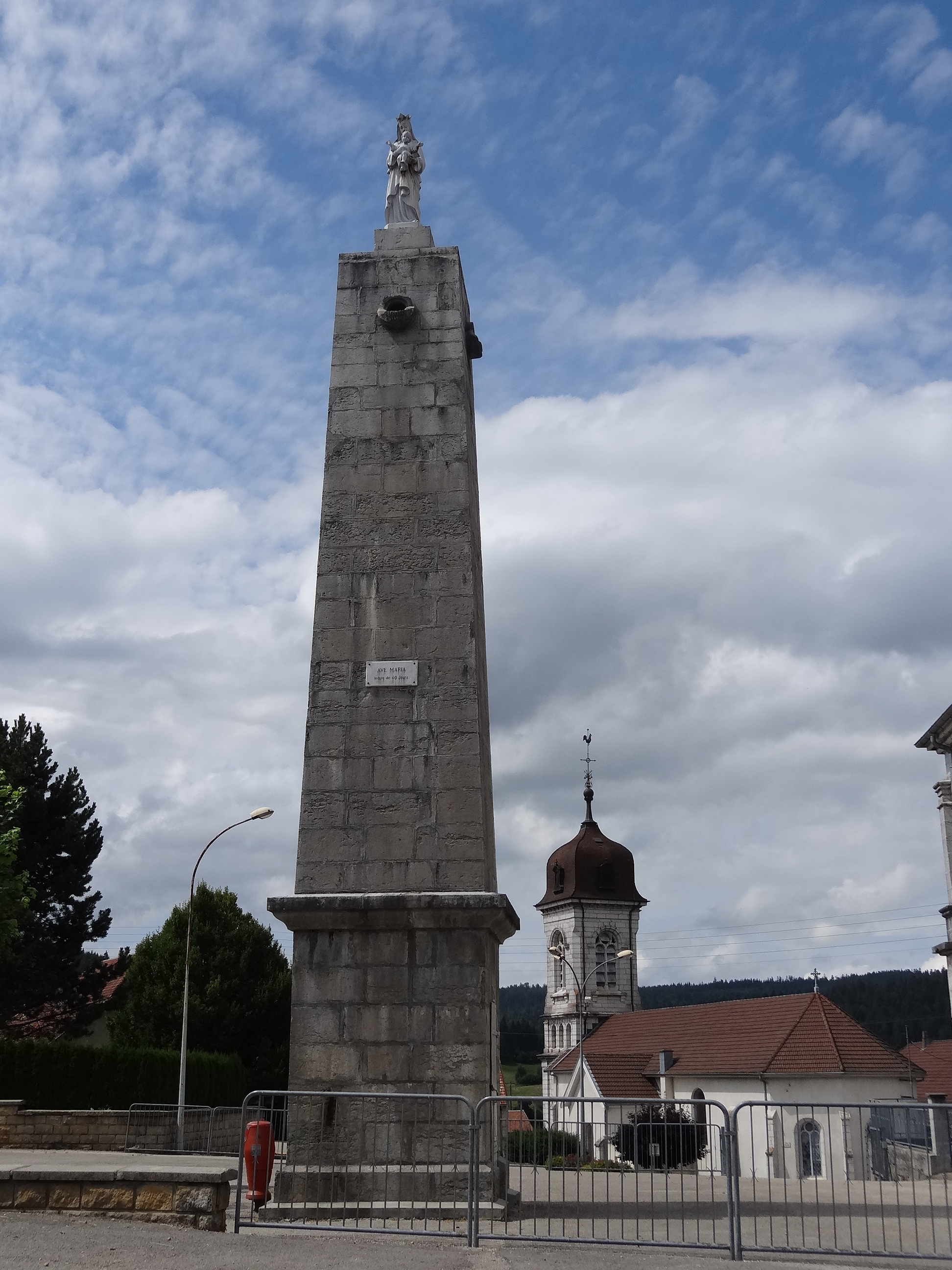
Vaux-et-Chantegrue - Piramide con chiesa

Vaux-et-Chantegrue è un comune francese di 587 abitanti situato nel dipartimento del Doubs nella regione della Borgogna-Franca Contea.

## Società

### Evoluzione demografica
Abitanti censiti